# Viktor Gjika
Viktor Gjika (Korçë , 23 juni 1937 – Tirana, 3 maart 2009) was een Albanees regisseur en scenarioschrijver.
Gjika was afkomstig uit het zuiden van Albanië en kreeg zijn opleiding aan het filminstituut van Moskou (VGIK). Hij maakte langspeelfilms en documentaires sinds het midden van de jaren 1960. In Komisari i Dritës (1966), zijn eerste langspeelfilm, gemaakt samen met Dhimitër Anagnosti, brengt hij hulde aan de oorlogsheld Dritan Shkaba. Horizonte të hapura (1968) gaat over een waar gebeurd verhaal uit de geschiedenis van de haven van Durrës, waarin een arbeider zich opoffert om een kraan te redden. Njereu me top (1977) gaat over een Italiaans soldaat die zich tijdens de Tweede Wereldoorlog aansluit bij het Albanese verzet. In Enver Hoxha, tungjatjeta (1983) rekent Viktor Gjika af met de vroegere dictator Enver Hoxha. Zijn laatste drie films, Antoni Athanas, Unë jam Ismail Qemali en Kur ikin korbat, waren documentaires
Viktor Gjika was eveneens afgevaardigde in het parlement van Albanië.
In 1985 kreeg hij de eretitel van Kunstenaar van het Volk.

## Filmografie
- 1961 Njeriu kurrë nuk vdes
- 1964 Bistrice'63 ; Kur vjen nëntori
- 1966 Fitimtarët ; Komisari i Dritës, met Dhimitër Anagnosti
- 1968 Horizonte të hapura
- 1970 I teti në bronx
- 1973 Yjet e netëve të gjata
- 1974 Rrugë të bardha
- 1976 Përballimi
- 1977 Njereu me top
- 1978 Gjeneral Gramafoni
- 1979 Prane vatrave, parve zemrave
- 1980 Në çdo stinë; Besniku e Partise
- 1981 Koha e Partise
- 1982 Nëntori i dytë
- 1983 Enver Hoxha, tungjatjeta
- 1988 Vitet e rinise
- 1995 Antoni Athanas
- 1997 Unë jam Ismail Qemali
- 2000 Kur ikin korbat